# Seznam kulturních památek v městské části Brno-sever
Tento seznam nemovitých kulturních památek v městské části Brno-sever ve městě Brno v okrese Brno-město vychází z  Ústředního seznamu kulturních památek ČR, který na základě zákona č. 20/1987 Sb., o státní památkové péči, vede Národní památkový ústav jako ústřední organizace státní památkové péče. Údaje jsou průběžně upřesňovány, přesto mohou obsahovat i řadu věcných a formálních chyb a nepřesností či být neaktuální. 
Pokud byly některé části dotčeného území vyčleněny do samostatných seznamů, měly by být odkazy na tyto dílčí seznamy uvedeny v úvodu tohoto seznamu nebo v úvodu příslušné sekce seznamu.
- Seznam kulturních památek v Husovicích
- Seznam kulturních památek na Lesné (Brno)
- Seznam kulturních památek v Soběšicích (Brno)
- Seznam kulturních památek v Černých Polích (Brno-sever)
- Seznam kulturních památek v Zábrdovicích (Brno-sever)